# Sinclair QDOS
Ne doit pas être confondu avec QDOS.
QDOS (parfois écrit Qdos dans la littérature officielle ; ce nom n'est pas vu comme un acronyme ; voir également le terme Kudos prononcé de la même façon) est le système d'exploitation multitâche préemptif utilisé sur les micro-ordinateurs Sinclair QL et ses clones. Il a été conçu par Tony Tebby (en) lorsqu'il était employé par Sinclair Research, comme une alternative à 68K/OS, qui fut plus tard abandonné par Sinclair, mais publié par ses auteurs, GST Computer Systems.
QDOS fut implémenté en langage assembleur Motorola 68000, et sur le QL, résidant dans 48 ko de ROM, constitué de trois EPROM de 16 ko ou une ROM de 32 ko et une de 16 ko. Ces ROMs comportaient également l'interpréteur SuperBASIC, une variante avancée du BASIC, auquel a été ajoutée de la programmation structurée. Il était également utilisé comme l'interpréteur de ligne de commande QDOS.
Parmi les fonctions fournies par QDOS, on peut noter la gestion des processus (ou « jobs » dans la terminologie de QDOS), l'allocation de la mémoire, et un système de redirection d'entrée/sortie extensible, fournissant un framework générique pour le système de fichiers et les pilotes de périphériques. Une fonctionnalité d'écran à fenêtres très simple était également fournie. Cela et quelques autres fonctionnalités ne furent jamais complètement implémentées dans les versions de QDOS vendues, mais furent améliorées dans des extensions plus tardives au système d'exploitation que créa la société de Tony Tebby, QJUMP.
Plusieurs versions améliorées et réécrites de QDOS ont également été développées, dont le Minerva de Laurence Reeves, et les SMS2 et SMSQ/E de Tony Tebby. Cette dernière est la variante la plus moderne et la plus avancée.